# Alluaudina bellyi
Alluaudina bellyi — вид змій родини Pseudoxyrhophiidae. Ендемік Мадагаскару.

## Поширення і екологія
Alluaudina bellyi мешкають на півночі і північному заході острова Мадагаскар, а також на сусідньому острові Нусі-Бе. Вони живуть в сухих і вологих тропічних лісах.